# Sachi Kagawa
Sachi Kagawa, född i Hiroshima prefektur var en japansk fotbollsspelare.